# Malcolm Lowry
Clarence Malcolm Lowry (Birkenhead, Cheshire, Nagy-Britannia, 1909. július 28. – Ripe, Sussex, Nagy-Britannia, 1957. június 27.) angol regényíró.

## Élete
Apja tehetős gyapotkereskedő volt, ültetvényekkel Egyiptomban, Peruban, Texasban. Anyai nagyapja a Norvég-tengeren hajózó tengerészkapitány volt. Lowry 15 évesen golfbajnokságot nyert. A középiskolát Cambridge-i Lays Schoolban végezte, ahol verseket, novellákat írt az iskolai újságnak; megismerkedett Conrad, Melville, O'Neill és Jack London műveivel, a dzsesszel, megtanult ukulelén (hawaii gitáron) játszani, kisebb darabokat maga is szerzett.
Végzés után, 17 évesen 1927-ben egy évre matróznak állt a Távol-Keletre tartó S.S. Pyrrhus hajóra, ahol a tengeri életről szőtt romantikus képzetei szétfoszlottak. Visszatért Cambridge-be, ahol 1932-ben diplomát szerzett (St Catharine's College). Itt már reményteli ifjú írónak ismerték, az 1933-ban megjelent, vegyes fogadtatású Ultramarine regényének köszönhetően, amely megírásához a Jokohamába tett hajóútja adott élményeket. Ekkoriban már társául szegődött az életét végigkísérő mindkét szenvedély: az irodalom és az alkohol.
Lowry 1935-ig Londonban, majd Párizsban élt. Barátjával, Conrad Aikennel Spanyolországban tett útján megismerkedett Jan Gabrial amerikai irónővel, akit 1934-ben Párizsban feleségül vett, s akivel 1935-ben az Egyesült Államokba költözött. Először New Yorkban éltek, majd Hollywoodban próbálta ki magát forgatókönyvíróként. 1936 legvégén a mexikói Cuernavaca városban telepedtek le, megromlott házasságuk megjavítására tett utolsó próbálkozásként. A kísérlet sikertelen volt, és 1937 végére Lowry egyedül marad Oaxacában, és ezzel kezdetét vette egy újabb hosszú, alkoholba merülő korszaka, melynek mélypontján kiutasították az országból.
1939-ben Kanadába költözött, és rákövetkező évben elvette második feleségét, a színész és író Margerie Bonnert. A Brit-Kolumbiabeli Dollarton közelében éltek és alkottak egy tengerparti kunyhóban. Bár sokat utaztak (Európa, Amerika, Karib-világ), és Lowry keményen folytatta az ivást, mégis ez volt az életének legnyugalmasabb, legtermékenyebb időszaka, amely 1954-ig tartott.
1957-ben Angliában, a kelet-sussexi Ripe községben halt meg. A halála oka gyógyszertúladagolás volt.

## Vulkán alatt

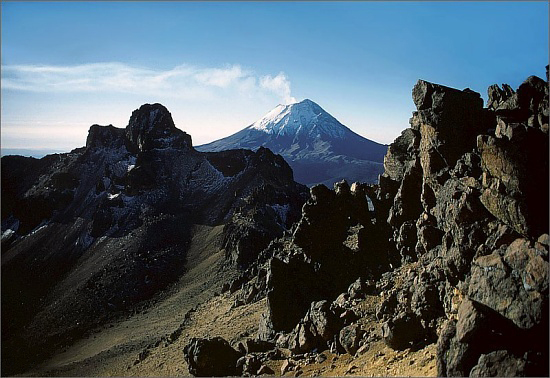
A Popocatepetl

Leghíresebb műve, a Vulkán alatt (Under The Vulcano) 1947-ben jelent meg. Ez a klasszikus, részben önéletrajzi ihletésű regény egy alkoholista brit konzul, Geoffrey Firmin utolsó napját írja le Mexikó Quauhnahuac (Cuernavaca) városában, 1938. november 2-án.
A regényt, amely nagy hatással volt Hajnóczy Péter művészetére is, Göncz Árpád fordította magyarra.
A könyv fülszövege:
„Az 1947-ben kiadott Vulkán alatt Mexikóban játszódik, 1938-ban, Halottak napján. Főhőse: "elveszett ember", akinek sorsában mintegy megkötődik, anyagszerű, kézzelfogható konkrétummá válik a világra nehezedő lidércnyomás. Önéletrajzi regény… társadalmi tényregény… költői regény. Főmotívumai: az ital és a menekülés az ital elől, az italbafulladt élet miatt érzett lelkifurdalás, a Konzul és Hugh, a reménytelennek látszó, de jó ügyért életet áldozni kész politikai idealizmus, a szkepszisből, csömörből fakadó menekülés a világ elől. S ez utóbbi kimondatlan magyarázata: a kor baloldali értelmiségét ért két nagy csapás, mely Lowry életérzését meghatározza, s a könyvet a korban lecövekeli: a Spanyol Köztársaság veresége és München. A két nagy árulás. A történelmi Halottak napja, a kor fasizmust párázó feneketlen szakadéka.”

## Művei
- Ultramarine (1933)
- A vulkán alatt (Under the Volcano) (1936–1944) (filmre adaptálta John Huston 1984-ben)
- Lunar Caustic (1958, posztumusz)
- Hear Us O Lord from Heaven Thy Dwelling Place (1961, posztumusz, Brit-Kolumbiabeli élményei)
- Dark as the Grave wherein my Friend is Laid (1968, posztumusz)
- October Ferry to Gabriola (1970, posztumusz)

### Magyarul
- Gin és aranyvessző (elbeszélés, Göncz Árpád fordítása, inː Nagyvilág, 1971. november)
- Pokolkő (Göncz Árpád fordítása) (inː Pokolkő. Mai angol elbeszélők, 1971)
- Vulkán alatt (ford., utószó Göncz Árpád; Európa, Bp., 1973 és 1980, ISBN 9630721333)
- Át a Panamán (3 kisregény, Göncz Árpád fordítása, Európa, Bp., 1974, ISBN 9630701952)
  - Át a Panamán (Through the Panama)
  - Elefánt és Kolosszeum (Elephant and Colosseum)
  - A forráshoz vezető erdei ösvény (The Forest Path to the spring)
- Kieshaertetoer (elbeszélés, Tandori Dezső fordítása, in: Nagyvilág, 1975. április)
- A legderekabb hajó (Göncz Árpád fordítása) (inː Drága illúzió. Mai angol elbeszélők, 1981, ISBN 9631517632 )

## Külső hivatkozások
- Foxcroft, Nigel H., The Kaleidoscopic Vision of Malcolm Lowry: Souls and Shamans (Lexington Books: Lanham, MD, 2019). ISBN 978-1-4985-1657-0
- https://web.archive.org/web/20110720061911/http://home.istar.ca/~stewart/volcano.htm (angolul)
- https://web.archive.org/web/20050321085435/http://www.kirjasto.sci.fi/mlowry.htm (angolul)
- http://www.litencyc.com/php/speople.php?rec=true&UID=2803 (angolul)
- Jan Gabrial-riport (2001)
- Jan Gabrial: Inside the Volcano: My Life with Malcolm Lowry, (2000) ISBN 0312232772